# Patrick Falk (Fußballspieler)
Patrick Oskar Walter Falk (* 8. Februar 1980 in Frankfurt am Main) ist ein ehemaliger deutscher Fußballspieler und aktuell Trainer.

## Karriere
Falk begann als Fünfjähriger beim FSV Lieblos mit dem Fußballspielen. Um sich weiterzuentwickeln, zog es ihn zur Frankfurter Eintracht. Dort wurde er zum Jugendnationalspieler. Als U15-Nationalspieler hatten Talentsucher des FC Barcelona den offensiven Mittelfeldspieler beobachten lassen. Während Falk schon seit seiner Kindheit eine Leidenschaft für den FC Barcelona hegte, machte die Sympathie seines Vaters für Eintracht Frankfurt einen möglichen Wechsel zunichte. Im letzten A-Jugendjahr wechselte er zu Bayer 04 Leverkusen. Zur Saison 1999/2000 kehrte er zur Eintracht zurück. Unter dem damaligen Trainer Jörg Berger debütierte Falk am 14. August 1999 mit 19 Jahren in der Bundesliga. Doch nach einer starken Halbserie ging es mit der Entlassung Bergers und der Verpflichtung von Coach Felix Magath bergab. „Ich war als Spielmacher nicht der geeignete Typ für ihn“, so Falk. Über Braunschweig und Oberhausen führte der Weg des U20-WM-Teilnehmers zu den Kickers Offenbach in die Fußball-Regionalliga. Nachdem sich Falk auch wegen zahlreicher Verletzungen nicht entscheidend durchsetzen konnte, war das Kapitel Profifußball schon mit 24 Jahren beendet. Falsche Berater, Querelen mit Trainern, sowie wiederkehrende Knieprobleme und Gelenkrheuma macht Patrick Falk rückblickend für seinen abrupten Karriereknick verantwortlich.
Nach einigen unterklassigen Stationen (Leipzig, Flieden) war Falk von 2005 bis 2006 Spielertrainer bei der KG Wittgenborn. Ab 2007 bis 2012 war Falk nur noch Trainer. In seiner Amtszeit von sieben Jahren gewann Falk, neben drei Meisterschaften, auch noch sechs weitere Titel als Trainer. Zur Saison 2012/13 übernahm Falk den Hanauer Kreisoberligisten SpVgg 1910 Langenselbold. Bis zur Saison 2014/15 trainierte er die Frauenmannschaft des SV Phönix 1919 Düdelsheim. Dies tat er auch im ersten Saisonspiel der darauffolgenden Spielzeit 2015/16, ehe er als Spielertrainer zur KG Wittgenborn zurückkehrte. Dort war er in weiterer Folge bis zur Winterpause 2017/18 als Trainer angestellt und trainierte parallel dazu in der Saison 2016/17 ein weiteres Mal die Frauen des SV Phönix 1919 Düdelsheim. Zu Saisonbeginn 2018/19 war Falk Trainer des Kreisoberligisten FC Germania Ortenberg, für den er sich bislang (Stand: März 2020) gelegentlich auch selbst als Spieler einwechselte.

## Erfolge als Spieler
- Vierter der U-17-Weltmeisterschaft 1997
- Mit 29 Toren der zweitbeste Torschütze bei den U15 – U19 Jugendnationalspielern
- Bester Mittelfeldspieler der U-20-Weltmeisterschaft in Nigeria
- Bester Mittelfeldspieler der U-16-Europameisterschaft in Österreich

## Erfolge als Trainer
- 2006 Meister der 9. Liga in Deutschland / Hessen
- 2008 Meister der 8. Liga in Deutschland / Hessen
- 2011 Meister der 7. Liga in Deutschland / Hessen

## Auszeichnungen
- Jugendspieler des Monats April 1995 (Auszeichnung vom DFB und Kicker-Sportmagazin).

## Sonstiges
- Beim Kicker Managerspiel 2003 ging Patrick Falk als Sieger hervor.